# Chino Darín
Ricardo Mario Darín Bas (San Nicolás de los Arroyos, 14 de janeiro de 1989), mais conhecido como Chino Darín, é um ator argentino. Desde 2016, mantém um relacionamento com a atriz espanhola Úrsula Corberó, que conheceu no set da série La embajada.

## Biografia
Darín nasceu na cidade de San Nicolás de los Arroyos, na Argentina. Ele é filho do ator argentino Ricardo Darín  e de Florencia Bas. Também é neto de Ricardo Darín e Roxana Darín e sobrinho da atriz Alejandra Darín.

## Filmografia

### Televisão
| Séries de televisão | Séries de televisão            | Séries de televisão    | Séries de televisão | Séries de televisão |
| Ano                 | Título                         | Papel                  | Canal               | Notas               |
| ------------------- | ------------------------------ | ---------------------- | ------------------- | ------------------- |
| 2010                | Alguien que me quiera          | Stuka                  | Canal 13            | 77 episódios        |
| 2011                | Los Únicos                     | Dante                  | Canal 13            | 3 episódios         |
| 2012                | Los Únicos 2                   | Marco Montacuarto      | Canal 13            | 50 episódios        |
| 2013-2014           | Farsantes                      | Fabián Graziani        | Canal 13            | 90 episódios        |
| 2015                | Viudas e hijos del Rock & Roll | Franco Pilares/Bettini | Telefe              | 1 episódio          |
| 2015                | El hipnotizador                | -                      | HBO                 | 2 episódios         |
| 2015                | Historia de un clan            | Alejandro Puccio       | Telefe              | 11 episódios        |
| 2016                | La embajada                    | Carlos Guillén         | Antena 3            | 11 episódios        |

| Programas de televisão | Programas de televisão | Programas de televisão | Programas de televisão |
| Ano                    | Título                 | Canal                  | Notas                  |
| ---------------------- | ---------------------- | ---------------------- | ---------------------- |
| 2013-2014              | ESPN Redes             | ESPN+                  | Apresentador           |
| 2014                   | Circuito Argentina     | América TV             | Apresentador           |

### Cinema
| Ano  | Título                        | Papel             |
| ---- | ----------------------------- | ----------------- |
| 2012 | En fuera de juego             | Gustavo César     |
| 2014 | Muerte en Buenos Aires        | El Ganso          |
| 2015 | Voley                         | Nacho             |
| 2015 | Pasaje de vida                | Miguel (jovem)    |
| 2015 | Uno mismo                     | Uno               |
| 2016 | La reina de España            | Leonardo Sánchez  |
| 2016 | Angelita, la doctora          | Iván              |
| 2016 | Primavera                     | Gino              |
| 2016 | O Silêncio do Céu             | Néstor            |
| 2018 | El Ángel                      | Ramón Peralta     |
| 2018 | Las leyes de la termodinámica | Pablo             |
| 2018 | La noche de 12 años           | Mauricio Rosencof |
| 2018 | Durante la tormenta           | Inspetor Leira    |

## Teatro
| Ano  | Título     | Papel         | Diretor   |
| ---- | ---------- | ------------- | --------- |
| 2011 | Los Kaplan | Sergio Kaplan | Eva Halac |